# Distretto di Ôgij nuur
Il distretto di Ôgij nuur è uno dei diciannove distretti (sum) in cui è suddivisa la provincia dell'Arhangaj, in Mongolia. Conta una popolazione di 3.086 abitanti (censimento 2009).